# コロナ

1999年8月11日の皆既日食で見られたコロナ。皆既日食中は、コロナやプロミネンスを肉眼で見ることができる。

コロナ (ラテン語: corona) 、または太陽コロナ（たいようコロナ、solar corona）は、太陽の外層大気の最も外側にある、100万ケルビン (K) を超える希薄なガスの層である。corona はラテン語で「冠」を意味する言葉で、古代ギリシア語でガーランドやリースを意味する κορώνη に由来する。
普段は光球や彩層からの光が強いため見ることができないが、皆既日食の際には肉眼で見ることができる。コロナグラフという観測機器を使えば、常時観測することができる。ただし、コロナは100万 K以上の温度であるため、可視光よりX線での放射の方が強い。地球の大気がX線を吸収してしまうため、コロナの観測には宇宙空間の方が適している。
主な成分は水素原子が原子核と電子とに分解されたプラズマである。6,000K程度の光球から遠く離れたコロナが100万Kを超える温度まで加熱される機構（コロナ加熱）には不明な点が残っており、「コロナ加熱問題」と呼ばれている。

## 歴史

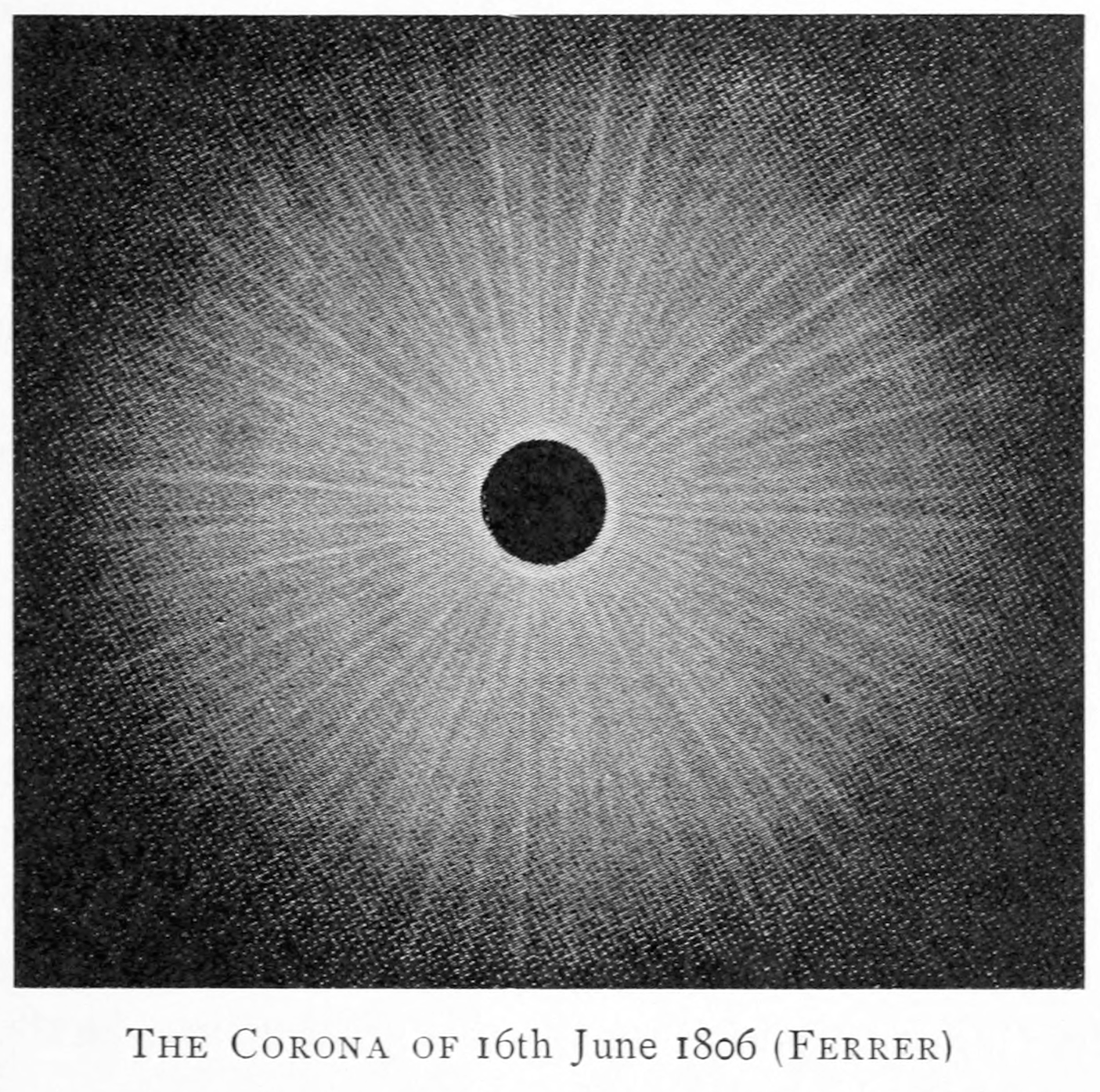
ニューヨーク Kinderhookでの、1806年6月16日の日食のJosé Joaquín de Ferrerによるコロナのスケッチ

1724年、フランス・イタリアの天文学者ジャコーモ・フィリッポ・マラルディは、日食の間に見えるオーラは月ではなく太陽のものであることを認識した。1809年、スペインの天文学者ホセ・ホアキン・デ・フェレールは「コロナ」という言葉を生み出した。デ・フェレールはまた、ニューヨーク州キンダーフックでの1806年の日食の観測に基づいて、コロナは月ではなく太陽の一部であると提唱した。イギリスの天文学者ノーマン・ロッキャーは、地球上で初めて太陽の彩層に含まれる未知の元素を発見した。フランスの天文学者ピエール・ジャンサンは、黒点周期とともにコロナの大きさや形状が変化することを指摘した。1930年、ベルナール・リヨが皆既日食によらずコロナを見ることができる装置「コロナグラフ」を発明した。1952年には、アメリカの天文学者ユージン・ニューマン・パーカーが、太陽表面全体に発生する無数の小さな「ナノフレア」によって太陽コロナが加熱されているのではないかと提唱した。
1869年の皆既日食の観測以降、コロナ中に輝線スペクトルが次々と発見された。これらは未知の元素「コロニウム」の存在を示唆するものと考えられたが、実際には高温によって高階電離したイオンによるものであった。ドイツのグロトリアンの研究を引き継いだスウェーデンのベングト・エドレンにより、1942年に637.4ナノメートル (nm) の赤色の輝線が、鉄の9階電離のイオン (Fe9+) から放射されたものであることが同定された。その他、530.3 nmはFe14+、338.8 nmはFe12+、789.2 nmはFe10+に、1074.4 nmと1079.8 nmはFe12+と同定された。これ以降、コロナ中に発見されていた輝線が、ニッケル、カルシウム、アルゴンなどの高階電離したイオンからの放射であると同定されていった。

## 物理的特徴
可視光で見えるコロナからの光は、物理過程の違いによって、Kコロナ、Eコロナ、Fコロナの3種類に大別される。
Kコロナ
吸収線を持たない、連続光からなる成分。Kは、ドイツ語で「連続光」を意味するKontinuierlicheに由来する。Kコロナからの光は、太陽の光球に起源を持ち、高温に加熱されることで電離して高速運動する自由電子によるトムソン散乱により、太陽の半径方向と直交する向きに強く偏光している。
Eコロナ
0.1 nm程度の狭い波長範囲だけに局在する輝線成分。Eは、「輝線」を意味するEmissionに由来する。Eコロナからの光は、コロナ中で高階電離された原子が放射する光である。最も明るい13階電離した鉄イオン (Fe XIV, Fe13+) からの530.28 nm付近の輝線を始め、可視光領域では20程度の輝線が見られる。太陽表面では最も強い成分だが、輝線の強度は電子密度の2乗に比例するため、光球からの距離が大きくなるとともに急速に暗くなる。
Fコロナ
光球と同じくフラウンホーファー線を持つ成分。Fは、Fraunhoferに由来する。Fコロナからの光は、黄道面に浮遊するダストの熱放射や太陽光の散乱光で、黄道光の太陽側への延長成分とされる。Kコロナに比べると距離が離れても輝度がゆっくりと減少するため、太陽中心から太陽半径の3倍くらい離れた距離になるとこの成分が主となる。Kコロナ、Eコロナと異なり、高温に加熱されているわけではないため、本来「黄道光」と呼ぶべきものであるが、慣習的にFコロナと呼ばれている。
太陽コロナは、太陽表面の有効温度よりもはるかに高温である。光球の平均温度が約5,800 Kであるのに対し、コロナは100万 - 300万 Kである。しかしながら、コロナの密度は光球の10-12倍程度と非常に希薄なため、可視光での光度は光球の約100万分の1しかない。コロナは、比較的薄い彩層によって光球から切り離されている。コロナがどのようにして加熱されるのかはまだ議論の余地があるが、太陽コロナ中の磁場によって起こる微小なフレアによって加熱されるとする「ナノフレア説」と、プラズマ中を磁力線に沿って伝播するアルヴェーン波によって太陽表面のエネルギーが上空に伝えられているとする「波動加熱説」が有力視されている。太陽のコロナの外縁は、開いた磁束のために絶えず外へと運ばれ、太陽風を発生させている。

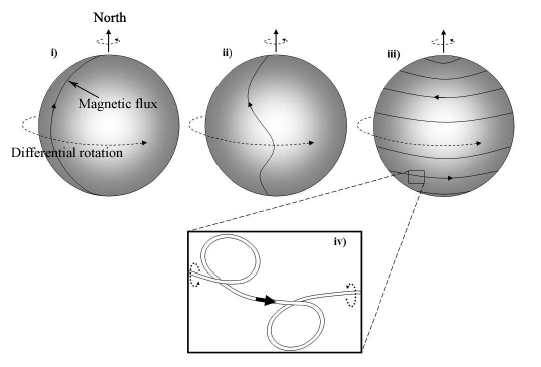
差動自転によって太陽磁場が巻き上げられ、捩じられるイメージ

コロナは太陽の表面に常に均等に分布しているわけではない。静穏な時期には、コロナは多かれ少なかれ赤道域にとどまり、コロナホールが極域を覆う。逆に、活動期には、コロナは赤道域と極域に均等に分布しており、太陽黒点のある領域では最も顕著である。太陽の活動周期は、活動極小期から次の極小期までの約11年間である。太陽の自転は、赤道域の自転が極域よりも速い差動自転をしていることにより太陽磁場が絶えず巻き上げられているため、黒点の活動は磁場がよりねじられやすい活動極大期に最も顕著となる。太陽黒点と関連しているのは、太陽内部から上昇する磁束のループであるコロナループである。磁束が高温の光球を押しのけ、光球の下部にある比較的温度の低いプラズマを露出させることにより、暗い太陽黒点が作り出される。
1973年に宇宙ステーションスカイラブ、その後「ようこう」を始めとする様々な宇宙機によって、スペクトルのX線領域の高解像度撮影が行われて以来、コロナの構造が非常に多様で複雑なものであることがわかってきた。天文学者は通常、以下のようにいくつかの領域に分類している。

### 活動領域

反対の磁気極性の領域と繋がるコロナアーチ（A）とコロナホールの単極磁場（B）

活動領域は、光球の磁気の極性が反対の点を結ぶループ構造、いわゆるコロナループの集合体である。活動領域は一般的に、太陽の赤道に平行な2つの領域に分布している。電子温度は100万 - 500万 Kで、電子密度は109 - 1010個/cm3である。
活動領域は、太陽表面の異なる高さで発生する、磁場に直結した全ての現象に関係している。太陽黒点や白斑は光球で、スピキュール、Hαフィラメント、プラージュは彩層で、プロミネンスは彩層と遷移層で、太陽フレアやコロナ質量放出 (corona mass ejection, CME) は彩層とコロナで発生する。フレアが非常に激しい場合には、光球を擾乱してモートン波を発生させることもある。一方で、静穏なプロミネンスは、大きく冷たく密度の高い構造物で、太陽面上に暗く蛇のようなHαリボンとして観測される。その温度はおよそ5,000 - 8,000 Kであることから、通常は彩層の特徴として考えられている。

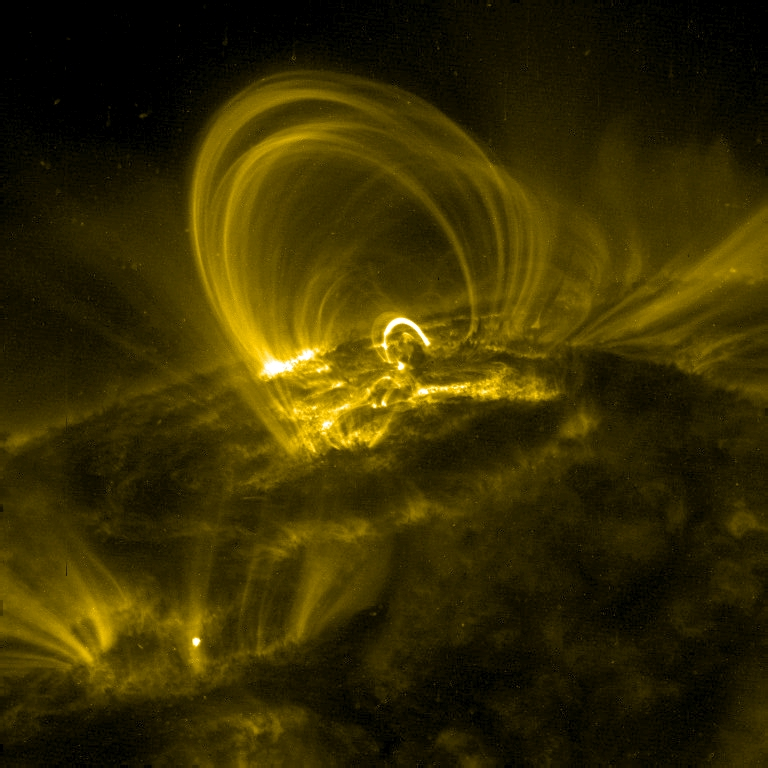
TRACEにより波長171Åで撮影されたコロナループ

コロナループ
コロナループは、磁気太陽コロナの基本構造である。これらのループは、コロナホール領域や太陽風にみられる開いた磁束の従兄弟のような存在である。太陽本体から磁束のループが湧き上がり、高温の太陽プラズマで満たされる。コロナループは、しばしば太陽フレアやCMEの前兆となる。
コロナループの足元の光球上には、一方にN極、もう一方にS極があり、コロナループはそれらを繋いだ磁気ループである。これらの構造物に供給される太陽プラズマは、光球から遷移層を経てコロナに至るまで、6,000 K以下から100万 K以上まで急速に加熱される。多くの場合、太陽プラズマは、フットポイント (foot point) と呼ばれる点からこれらのループを満たし、別のフットポイントから排出される。
ひのでのX線望遠鏡 (XRT) やTRACE、SDOの極端紫外線望遠鏡によるコロナの観測により、ループの下部から上部に向かって輝度が高くなる現象が捉えられるようになり、ひのでの極端紫外線分光観測によって、これがコロナループ足元からの上昇流であることがわかった。プラズマがフットポイントからループトップに向かって上昇する過程を「彩層蒸発 (chromospheric evaporation)」と呼んでいる。また、ループの両方のフットポイントから対称的な流れが発生し、ループ構造に質量が蓄積されることもある。この領域では、プラズマは熱的不安定性のため急速に冷えることがあるため、周囲のコロナに比べて低温のプラズマ塊が太陽面ではダークフィラメントとして、あるいは太陽周縁部ではプロミネンスとしてはっきりと見えることがある。
コロナループの寿命は、数秒、数分、数時間、数日のオーダーである。ループのエネルギー源と吸収源のバランスが取れている場合、コロナループは長時間続くことがあり、定常状態または静止状態のコロナループとして知られている。
コロナループは、現在のコロナ加熱問題を理解する上で大変重要である。コロナループは、非常に放射性の高いプラズマの発生源であるため、日本のようこうやひので、アメリカのTRACEのような観測装置で容易に観測することができる。しかし、コロナ加熱問題を説明するためには遠くから構造を観測するだけでは不十分であり、コロナのある現場での観測が必要となる。NASAのパーカー・ソーラー・プローブは、太陽に非常に近いところまで接近し、より直接的な観測を行う。
大規模構造
大規模構造とは、太陽面の4分の1以上を覆うことができる非常に長いアーチのことで、活動領域のコロナループよりも密度の低いプラズマを含んでいる。これは、1968年6月8日にロケットでのフレア観測の際に初めて発見された。コロナの大規模構造は11年の太陽周期の間に変化し、太陽の磁場がほぼ双極子（＋四極子）に近い状態となる極小期には特に単純なものとなる。
活動領域の接続
活動領域の相互接続は、異なる活動領域の極性が逆の領域を接続するアーチである。これらの構造の大きな変化は、フレア発生の後によく見られる。他の特徴としては、ストリーマーと呼ばれる、黒点や活動領域の上に長い尖ったピークを持つ、大きな兜のようなコロナの構造がある。ストリーマーは低速太陽風の発生源であると考えられている。
X線輝点
X線輝点 (XBP) は、太陽面に見られる小さな活動領域で、1969年4月8日に観測ロケット搭載のX線望遠鏡で初めて検出された。X線輝点下部の光球には双極磁場構造が見られる。これは、異なる磁場構造が互いに接近して生じたもので、輝点の発生後に磁場は消滅する。このことから、X線輝点は、異なる磁場のN極とS極がコロナの中での磁気リコネクション過程を経た際に輝いているものであると考えられている。X線輝点の数は太陽周期活動に関係なくほぼ一定である。ひので搭載のX線望遠鏡 (XRT) による観測結果から推測される平均温度は110万 Kから340万 Kで、多くの場合温度の変化はX線放射の変動と相関が見られる。

### コロナホール
コロナホールは、あまりX線を放出しないため、X線領域で暗く見える領域のことである。コロナホールは、磁場が単極で惑星間空間に向かって開いた磁力線構造をしており、極域とつながるコロナホールからは、地球軌道付近で秒速800 キロメートルのスピードに達する高速太陽風が吹き出している。
極域のコロナホールの紫外線画像の中には、明るい羽毛状の構造が噴き出しているように見えるものがあり、極域プルームと呼ばれている。これは、太陽の光球から惑星間空間へと延びていく磁場構造がコロナとして観測されたものである。コロナホールと異なり明るい構造として観測されるのは、極域プルームの密度が周囲のコロナホールよりも高いためである。

### 静穏領域
コロナホールも含め、活動領域以外の静かで磁場の弱い領域を静穏領域と呼ぶ。
赤道域は極域よりも自転速度が速い。太陽の差動自転の結果、活動領域は常に赤道に平行な2つのバンドで発生し、活動極大期にはその延長が増加するが、最小期にはほとんど消滅する。したがって、静穏領域は常に赤道帯と一致しており、極大期にはその表面はあまり活発ではない。極小期に近づくと、静穏領域は太陽円盤全体を覆うまで広がる。

## コロナの変動
コロナの主な構造の力学の解析によって、多様性に富むコロナの描像は明確に示される。コロナの複雑な変動の研究は容易ではない。それは、異なる構造の進化のタイムスケールが、数秒から数か月と大きく異なるためである。コロナ現象が起こる領域の典型的な大きさも、次の表に示されるように、同様に異なる。
| コロナ現象             | 典型的なタイムスケール | 典型的な大きさ (km) |
| ---------------------- | ---------------------- | ------------------- |
| 活動領域フレア         | 10秒から1万秒          | 1万 - 10万          |
| X線輝点                | 分                     | 1000 - 1万          |
| 大規模構造中の突発現象 | 数分から数時間         | ～10万              |
| 磁気アーチの相互接続   | 数分から数時間         | ～ 10万             |
| 静穏領域               | 数時間から数か月       | 10万 - 100万        |
| コロナホール           | several rotations      | 10万 - 100万        |

### フレア

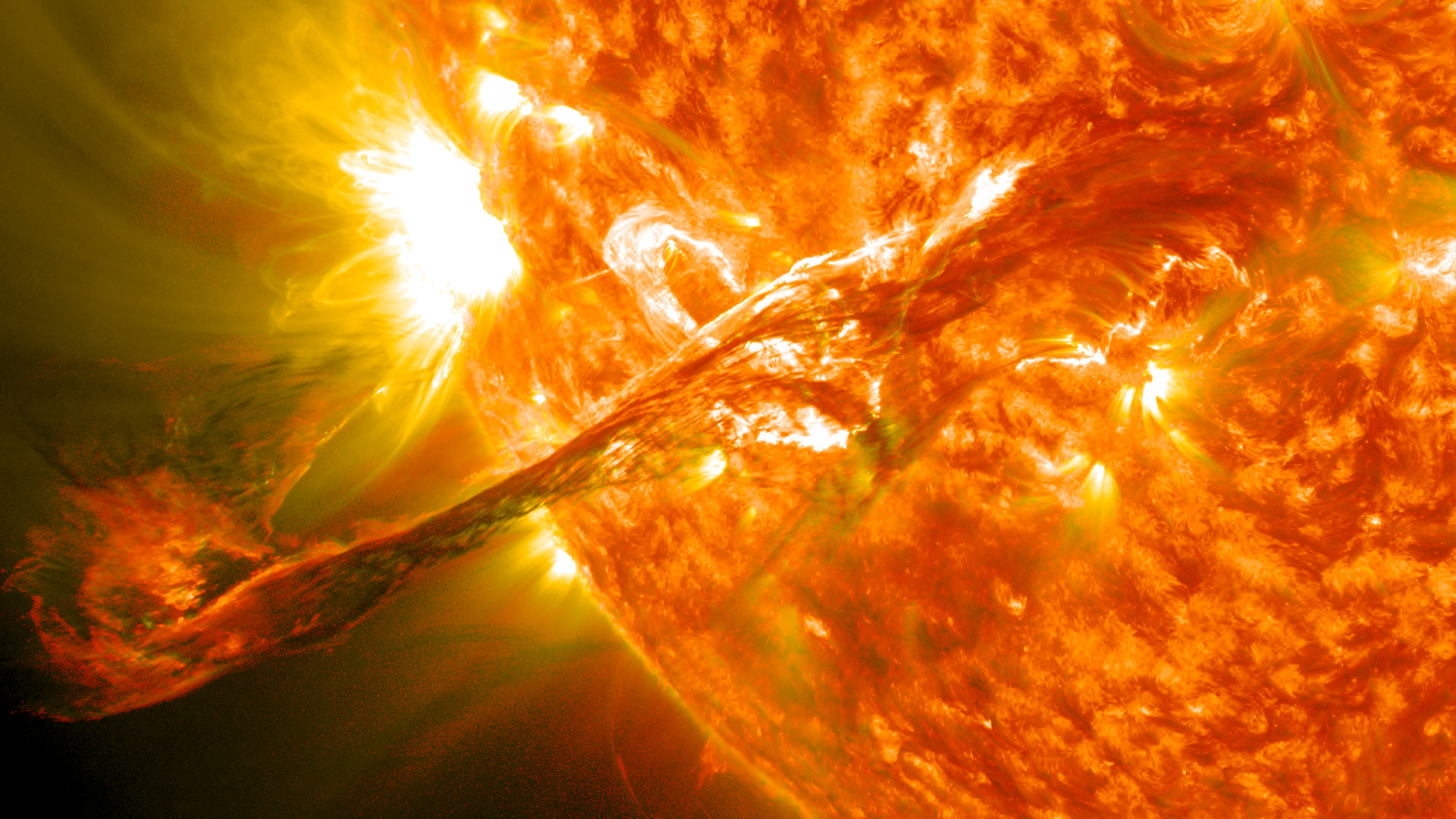
2012年8月31日20:36 (UTC) 、太陽の外層大気のコロナ中を漂っていた太陽物質の長大なフィラメントが噴出した

フレアは、活動領域で発生し、コロナの小さな領域から放出される放射フラックスの急激な増加によって特徴付けられる。フレアは非常に複雑な現象で、様々な波長で観測することができる。太陽大気のいくつかの層と多くの物理的影響、熱的・非熱的、そしてときには物質の放出を伴う大きな磁気リコネクションが関係している。
フレアは突発的な現象で、平均的な持続時間は15分だが、最もエネルギッシュなイベントでは数時間続くものもある。フレアは、密度と温度に強烈かつ急激な上昇をもたらす。
白色光での増光は大規模なフレアでないと観測されていなかったが、宇宙機から可視光領域での観測が可能となると、中規模のフレアでも白色光の増光が見られるようになった。通常、フレアは主に極端紫外線とX線で観測される、彩層とコロナの発光現象である。コロナでのフレアの形態は、紫外線、軟X線、硬X線、Hα波長での観測によって描写され、非常に複雑である。しかしながら、基本的な構造は以下の2種類に分類される。
コンパクトフレア
コンパクトフレアでは、イベントが発生している2つのアーチの各々がその形態を維持している。発光の増加のみが観測され、構造的には大きな変化はない。放出されるエネルギーのオーダーは1022 - 1023 ジュール (J) である。
長時間持続フレア
長時間持続フレア (long duration event flare, LDEフレア) では、プロミネンスの噴出、突発的な白色光、2本のリボン状フレアが関連している。この場合、磁気ループはイベントの間にその構造を変化させる。放出エネルギーが1025 Jに達するものが大きな割合を占めている。

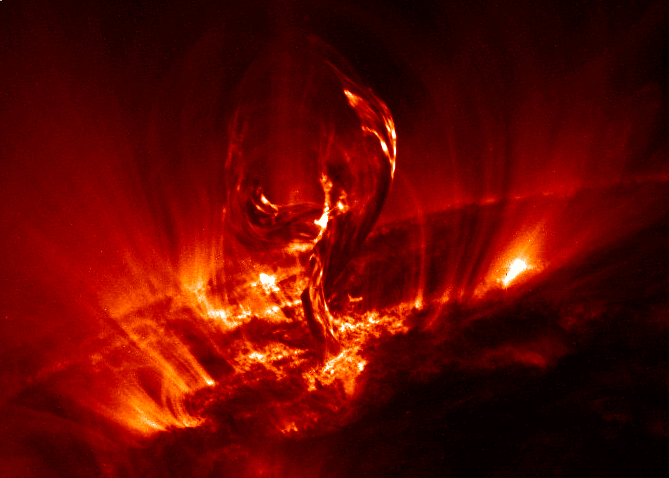
TRACEによって極端紫外線で撮影された、太陽フレア中に噴出したフィラメント

時間的な力学については、一般的に3つの異なるフェーズに分類されており、その期間は比較できない。これらの期間の長さは、観測に用いた波長の範囲に依存する。
- 初相（インパルシブ相）：マイクロ波や極端紫外線、硬X線の波長でも数分程度の強いエネルギー放出が観測される。
- 主相（グラジュアル相）：ゆっくりとした強度の増加。
- 減衰相：数時間続くことがある。

時には、フレアに先行するフェーズが観測されることもあり、通常「プレフレア」フェーズと呼ばれている。

### コロナ質量放出

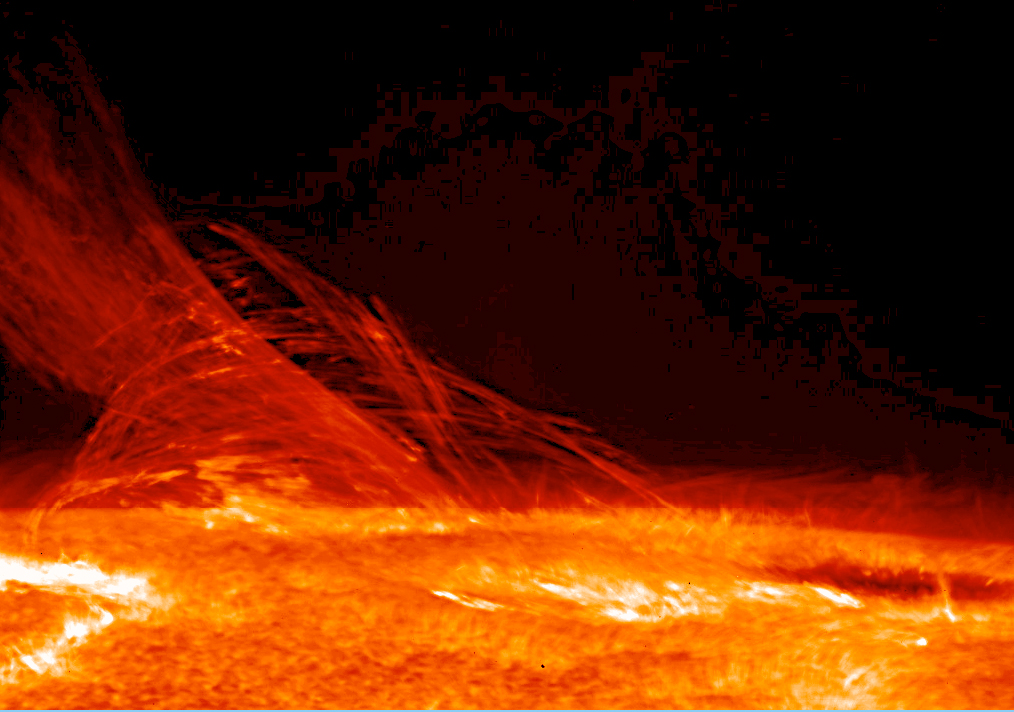
2007年1月12日に人工衛星「ひので」がコロナ放出の瞬間を撮影した画像。

太陽フレアや巨大なプロミネンスに合わせて、コロナ質量放出 (coronal mass ejection, coronal transient, CME) が発生することもある。コロナ物質の巨大なループは、太陽から時速100万 km以上の速度で外側に向かって移動し、それに伴う太陽フレアやプロミネンスの約10倍のエネルギーを含んでいる。中には、時速150万 kmで何億トンもの物質を宇宙空間に放出するものもある。

## コロナの物理学
太陽大気の外部にある物質は、非常に高い温度と非常に低い密度のプラズマ状態にある。プラズマの定義は、集団的な振る舞いを示す準中性の粒子の集合体である。
その組成は、太陽内部に似て主に水素であるが、光球に見られるものよりはるかに高く電離している。鉄のような重い金属は、部分的にイオン化され、外部電子のほとんどを失っている。元素のイオン化状態は温度に厳密に依存しており、最下層大気ではサハ方程式によって調整されているが、光学的に薄いコロナでは衝突平衡によって調整されている。歴史的には、鉄の高階電離状態から放出されるスペクトル線の存在により、コロナプラズマの高温が知られるようになり、コロナが彩層の内側の層よりもはるかに高温であることが明らかとなった。
コロナは、非常に高温で軽い気体のような振る舞いを見せる。コロナ内の圧力は、活動領域では通常0.1 - 0.6 パスカル (Pa) と、地球表面の約10 hPaに比べて100万分の1の気圧しかない。しかしコロナは、基本的に陽子と電子という荷電粒子が異なる速度で運動しているため、正しくは気体ではない。エネルギー等配分の法則に基づき、平均的に同じエネルギーを持っていると仮定すると、電子は陽子の1800分の1の質量しか持っていないため、より多くの速度を得ることができる。金属イオンは常により遅い。この事実は、光球とは全く異なる放射過程や熱伝導に関連した物理的な影響を与えている。さらに、電荷の存在は、電流と高磁場の発生を誘導する。電磁流体波（MHD波動）もまた、コロナ内でどのように伝導したり生成されたりするのかまだ明らかにされていないが、このプラズマ内を伝播することができる。

### 放射線
コロナは、主にX線で放射線を放出し、これは地上では観測できず宇宙からのみ観測できる。プラズマは、それ自身の放射と下からの放射に対して透明であるため、「光学的に薄い」と言われる。実際、ガスは非常に希薄で、光子の平均自由行程は、コロナの各特徴の典型的なスケールをはるかに超えている。
プラズマ粒子間の二体衝突により様々な放射の過程があるが、下からの光子との相互作用は非常に稀である。放射はイオンと電子の衝突によるものであるため、時間単位の単位体積から放出されるエネルギーは、単位体積内の粒子数の2乗に比例し、より正確には電子密度と陽子密度の積に比例する。

### 熱伝導

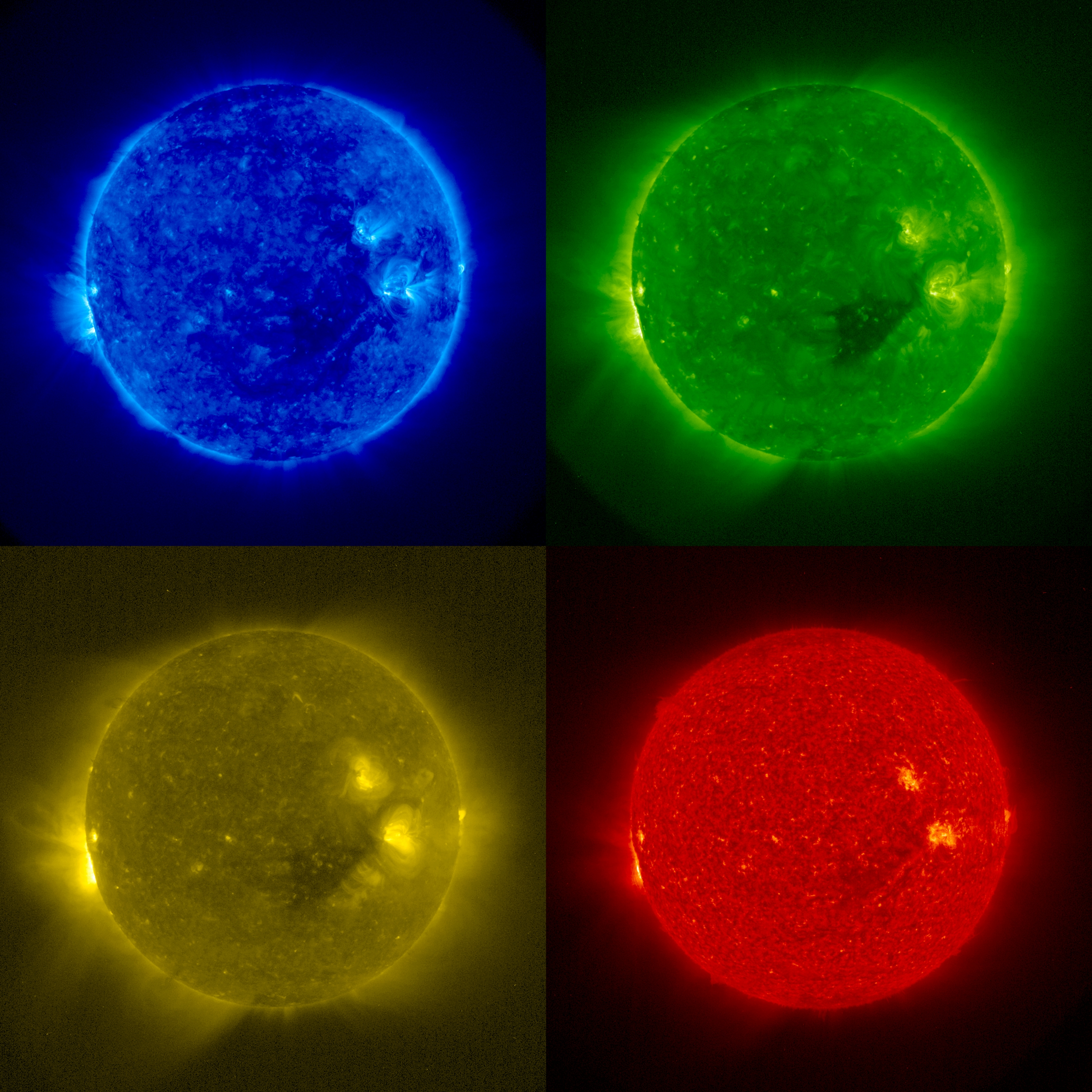
2006年にNASAの宇宙機STEREOで撮影された、極端紫外線画像のモザイク。これらの偽色の画像は、異なる温度範囲での太陽大気の様子を表している。左上から時計回りに、100万 K（171 Å - 青）、150万 K（171 Å - 緑）、60,000 - 80,000 K（304 Å - 赤）、250万 K（286 Å - 黄）。

STEREO - 前画像のスローアニメーション

コロナでは、熱伝導が外部の高温大気から内部の冷却層に向かって起こる。この熱の拡散プロセスは、イオンよりもはるかに軽く高速で運動する電子が主役となる。
磁場がある場合、プラズマの熱伝導率は磁力線に垂直な方向より平行な方向のほうが高くなる。磁力線に垂直な方向へ運動する荷電粒子には、速度と磁力によって分割された平面に垂直なローレンツ力が作用する。この力は粒子の軌道を曲げる。一般に、粒子は磁力線に沿った速度成分を持っているので、ローレンツ力はサイクロトロン周波数で磁力線を中心とするらせんに沿って移動することを強いる。

粒子間の衝突が非常に頻繁に起こる場合、粒子はあらゆる方向に散乱する。これは、プラズマが磁場を持って運動している光球で起こる。一方、コロナでは、電子の平均自由行程が数キロメートルかそれ以上であるため、衝突後に散乱される前に各電子はらせん運動をすることができる。そのため、熱伝導は磁力線に沿って強くなり、垂直方向には抑制される。

### コロナ震動学
コロナ震動学は、電磁流体波を用いて太陽コロナのプラズマを研究する新しい手法である。磁気流体力学は、電気的に伝導する流体の力学を研究する学問で、この場合の流体はコロナプラズマが相当する。哲学的には、コロナ震動学は、地球の地震学や太陽の日震学、実験室のプラズマ装置の磁気流体力学分光学に似ている。これらのアプローチでは、媒体を探査するのに様々な種類の波動が用いられる。コロナ磁場、密度スケールの高さ、微細構造、加熱の推定におけるコロナ震動学の可能性は、様々な研究グループによって実証されている。

## コロナ加熱問題
| なぜ、太陽のコロナは太陽表面よりも遥かに熱いのか？ |

太陽物理学におけるコロナ加熱の問題は、なぜ太陽のコロナの温度が太陽表面の温度よりも数百万 Kも高いのかという問題である。この現象を説明するためいくつかの理論が提案されているが、これらの候補の中のいずれが正しいのかの結論を出すのはまだ困難である。この問題は、ベングト・エドレンとヴァルター・グロトリアンが太陽のスペクトル中でFe IXとCa XIVの線を同定したときに初めて浮上した。この同定により、日食の際にコロナ中に見られる輝線が、未知の元素「コロニウム」ではなく、高温下でのみ高階電離されるこれらの既知の元素によるものであると判明したが、光球の6,000 Kと比べてコロナの温度は圧倒的に高く、この高温がどのように維持されているのかという新たな疑問を説明する理論が必要とされることとなった。この問題は主に、コロナへエネルギーがどのような形で運ばれ、その後、数太陽半径の範囲内でどのように熱に変換されるか、という点に集約される。
光球とコロナの間にある、温度が上昇する薄い領域を遷移層（遷移領域）と呼ぶ。この領域の厚さは数十 kmから数百 kmに過ぎない。太陽コロナを加熱するのに必要なエネルギーの量は、コロナの放射損失と、遷移層を通って彩層に向かう熱伝導による加熱の差として容易に計算できる。これは、太陽の彩層の表面積1平方メートル当たり約1 キロワット、つまり、太陽から逃げる光エネルギーの40000分の1の量である。
通常の熱伝導では、冷たい光球から熱いコロナにエネルギーを移動させることはできない。これは熱力学の第二法則に反するからである。これは、電球が周囲の空気の温度を電球のガラス面よりも高い温度まで上昇させることに喩えられる。したがって、コロナの加熱には、熱伝導以外の非熱的な過程でエネルギーを移動させる必要がある。これまで多くのコロナ加熱説が提唱されてきたが、いずれの理論も極端なコロナの温度を説明できていない。2020年現在最も有力な候補として残っているのは、波動加熱説とナノフレア加熱説の2つである。2006年に「ひので」が打ち上げられる前は、先行の宇宙機「ようこう」などでフレア、マイクロフレアが観測されていたことからナノフレア説が有力視されていたが、「ひので」がコロナ内を伝播する波動を空間分解して捉えたことから、一時期下火となっていた波動説が改めて見直されることとなった。
2012年、観測ロケットに搭載された高分解能コロナイメージャーによる軟X線波長での高解像度撮影（0.2秒角未満）により、コロナ内の強固にまかれた磁場のブレード（braid, 編組）が発見された。このブレードの再結合と分離が、活動領域のコロナを400万 Kまで加熱する主要な熱源として作用するのではないかと考えられている。静穏コロナ（約150万 K）の主な熱源は、電磁流体波に由来すると想定されている。

### 波動説
波動説は、波動が太陽内部から彩層やコロナへエネルギーを運ぶとする説で、1949年にエヴリー・シャツマンによって提唱された。太陽は通常のガスではなくプラズマでできているため、空気中の音波に似たいくつかの種類の波を伝達する。中でも最も重要な波は、磁気音波とアルヴェーン波である。磁気音波は磁場の存在によって変化した音波であり、アルヴェーン波はプラズマ中の物質との相互作用によって変化した超低周波電波に似ている。どちらのタイプの波も、光球での粒状斑対流や超粒状斑対流の乱れによって打ち上げられ、熱としてエネルギーを散逸させる衝撃波へと変わる前に太陽大気を通ってある程度の距離までエネルギーを運ぶことができる。
波動説の問題点の一つは、適切な場所への熱の運搬である。磁気音波は、彩層の圧力が低いこと、および光球に反射して戻ってくる傾向があることから、十分なエネルギーを彩層を通ってコロナまで運ぶことができない。アルヴェーン波は十分なエネルギーを運搬することができるが、コロナに入ってからはそのエネルギーを急速に散逸させることができない。プラズマ中の波動は、解析的に理解し記述することが難しいことがよく知られている。しかし、2003年にThomas Bogdanらによって行われたコンピュータシミュレーションでは、アルヴェーン波がコロナの底部で他の波動に変化し、光球から彩層、遷移領域を通って大量のエネルギーを運び、最終的にコロナに入って熱として散逸する経路を提供できることが示されているようである。
波動説のもう一つの問題は、1990年代後半まで、太陽コロナを伝搬する波の直接的な証拠が全くなかったことである。太陽コロナに流れ込み伝搬する波が直接観測されたのは、1997年、太陽を極端紫外線で長時間安定して測光観測できる初の宇宙機であるSOHOによるものであった。これは、周波数約1ミリヘルツ（mHz、1000秒周期に相当）の磁気音波で、コロナの加熱に必要なエネルギーの10％程度しか運べないものだった。太陽フレアで放出されたアルヴェーン波のような局地的な波動現象は数多く観測されているが、これらは一過性のものであり、コロナの一様な熱を説明できるものではない。
コロナを加熱するためにどのくらいの波のエネルギーが利用できるのかは、まだ正確にはわかっていない。2004年に発表されたTRACEのデータを用いた結果によると、太陽大気には100 mHz（10秒周期）という高い周波数の波があるようである。また、SOHOに搭載されたUVCS装置を用いて太陽風の中のさまざまなイオンの温度を測定した結果、人間の可聴域にある200Hzという高い周波数の波があることを間接的に示す強い証拠が得られた。これらの波は、通常の環境下では検出することが非常に困難だが、ウィリアムズ大学のチームによって日食の間に収集された証拠は、1 - 10Hzの範囲でそのような波が存在することを示唆している。
2009年、ソーラー・ダイナミクス・オブザーバトリーに搭載されたAIA (Atmospheric Imaging Assembly) による観測で、太陽下部大気のほか、静穏領域やコロナホール、活動領域でもアルヴェーン波による振動が発見された。これらの振動は非常に大きなパワーを持っており、以前に「ひので」で報告された彩層でのアルヴェーン波と関連しているものと考えられている。
2008年には、NASAの宇宙機WINDによる太陽風の観測から、局所的なイオン加熱をもたらすアルヴェーンサイクロトロン散逸の理論を支持する証拠が示された。

### ナノフレア加熱説
フレアのエネルギー規模（1032 エルグ (erg) 程度）に比べて6桁ほど小さい1026 erg程度の爆発は「マイクロフレア」、さらに1023 erg程度の爆発は「ナノフレア」とそれぞれ呼ばれている。これらの、フレアよりもエネルギー規模の小さい爆発が解放するエネルギーの重ね合わせでコロナ加熱を説明しようとするのがナノフレア加熱という仮説である。
ナノフレア加熱説の問題点は、「ようこう」の軟X線望遠鏡やTRACE、SOHOのEITなどの極端紫外線望遠鏡では、個々のマイクロフレアを小さな輝点として観測できるが、コロナに放出されるエネルギーを説明するには、これらの微小イベントの数が少なすぎる。「ようこう」での観測から得られたフレアのエネルギー規模と発生頻度の傾向がナノフレアのエネルギー規模でも同様に続くようであれば、ナノフレアはコロナ加熱の主要項とは成り得ないことが明らかとなっている。そのため、フレアやマイクロフレアの発生機構とは異なる物理的機構が必要となる。
ナノフレアがコロナ加熱の要因となっているというアイデアは、1970年代にユージン・ニューマン・パーカーによって提唱されたが、現在でも論争の的となっている。パーカーは、太陽表面近くの対流によって光球からコロナへつながる磁力線の足元が捻じれたり曲げられたりした結果、コロナにおいて磁力線が乱れて絡まった状態となり、その過程で磁場に蓄えられたエネルギーが磁気リコネクションによって熱エネルギーとして磁場から解放されてコロナが加熱されるとした。
実際、太陽の表面には、50〜1000 kmの範囲に数百万個の正極と負極の磁場が、英語で salt and pepper field と表現されるように、ごま塩や塩胡椒を振り撒いたように分布している。これらの小さな磁極が、数分という短い時間の中で変化している様子が「ひので」などの連続観測から明らかとなっている。この磁場の変化によって、コロナの下層で小さな電流層が多数生まれ、磁気リコネクションが頻繁に発生していると予想されている。

### スピキュール説（タイプII）
彩層上層のスピキュールは、コロナ加熱の候補として考えられていたが、1980年代の観測研究の結果、スピキュールによって運ばれる運動エネルギーの総和が、静穏領域のコロナのエネルギー損失に比べて2桁も小さいことがわかり、候補から外されていた。
2010年にコロラド州のアメリカ大気研究センター (NCAR) で実施された、ロッキードマーチン太陽天体物理学研究所 (LMSAL) とオスロ大学理論天体物理学研究所の共同研究では、2007年に発見された新しいクラスのスピキュール（タイプII）は、移動速度が速く（最大100 キロメートル毎秒）、寿命が短いため、この問題を説明できる可能性があるとしている。この仮説を検証には、SDO搭載のAIAと、「ひので」搭載の太陽光学望遠鏡 (Solar Optical Telescope, SOT) 用焦点面パッケージ (Focal Plane Package, FPP) が使用された。これらの観測により、噴水状のジェットやスピキュールを形成した彩層のプラズマが、コロナの中へ上向きに加速されており、プラズマの大部分は2万 - 10万 Kに、ごく一部は100万 K以上まで加熱されていることが明らかにされた。また、数百万度まで加熱されたプラズマと、このプラズマをコロナに挿入するスピキュールとの間に一対一の関係があることが明らかになった。